# Kamran Ince
Kamran N. Ince (Glendive, 6 mai 1960) est un compositeur turco-américain. L'orthographe turque d'Ince s'écrit İnce.

## Biographie
Kamran Ince naît à Glendive, dans le Montana aux États-Unis, mais lorsqu'il a six ans, sa famille s'installe en Turquie. Il entre au Conservatoire d'Ankara à dix ans, en 1971 et commence l'étude du violoncelle et du piano. Plus tard, il prend des cours de composition avec Ilhan Baran (lui-même a étudié avec Ahmet Adnan Saygun et à Paris avec Henri Dutilleux et Maurice Ohana). En 1977, Ince entre à l'Université d'Izmir où il étudie la composition avec Muammer Sun, mais il retourne aux États-Unis en 1978. Il s'inscrit à l'Oberlin College (Ohio) en 1980, obtient son Baccalauréat en musique en 1982, complété par sa maîtrise (1984) et son doctorat (1987) de l'École de Musique Eastman. Parmi ses professeurs figurent David Burge pour le piano, Joseph Schwantner, Christopher Rouse, Samuel Adler et Barbara Kolb pour la composition.
Ince remporte en 1987, un Prix de Rome américain, une bourse Guggenheim et l'année suivante, le prix Lili Boulanger (Lili Boulanger Memorial Prize). En 1990, il s'installe à Ann Arbor, et est nommé professeur invité à l'Université du Michigan. En 1992, il rejoint la faculté de l'Université de Memphis, où il enseigne la composition, codirige l’Imagine New Music Festival de l'Université de Memphis,. En outre, Kamran Ince fonde et dirige depuis 1999, le Centre pour la recherche avancée en musique à l'Université technique d'Istanbul.

## Réception
Un critique du Los Angeles Times écrit à son sujet :

« ce compositeur rare, capable de résonner avec la musique moderne tout en ayant toujours l'air exotique, Kamran Ince est une force à la pointe de la composition contemporaine, reliant l'Orient et l'Occident. »

## Prix
- 1987 Prix de Rome
- 1987 Bourse Guggenheim[5].
- 1988 Prix Lili Boulanger

## Style
Le journaliste Blair Dedrick décrit ainsi la musique d'Ince : 

« caractérisée… par sa capacité à localiser les tensions sonores présentes dans la dissonance déchiquetée d’éléments tels que le désir lisse d’un violoncelle brisé soudainement par une éclaboussure incongrue de battements de tambour. »

Sa musique a été décrite comme post-minimaliste et fait un large usage de la répétition, du langage tonal, tout en évitant les traditionnelles fonctionnalités tonales et une influence de la musique du monde, comme dans son Concerto pour orchestre , instruments traditionnels turcs et voix (1984) qui utilise un ensemble d'instruments traditionnels turcs, mélangé avec des instruments occidentaux. 
Bien que plusieurs de ses œuvres montrent une agitation soudaine entre les mouvements constitués d’accords lents et l'intervention des percussions, tels que le Flight Box (2001) ou Hammer Music (1990), d'autres pièces utilisent une approche plus dense de la texture, comme l'énergique F E S T for New Music Ensemble and Orchestra (1998) ou Curve (1998). [réf. nécessaire]
Sa palette musicale tend vers des travaux de grande envergure, principalement pour orchestre ou ensemble. Nombre d'œuvres sont des musiques à programme. Par exemple sa seconde symphonie, « La chute de Constantinople » (1994) qui fait allusion à la victoire des Ottomans en 1453. Il a également composé plusieurs œuvres de plus petite dimension, pour instrument seul (In Memoriam: 8/17/99 pour piano) ou instrument soliste et piano (Lines, pour clarinette et piano). Son Waves of Talya (1989) figure dans la liste des meilleures musiques de chambre du XXe siècle du Chamber Music Magazine.

## Œuvres

### Opéra
- Le Jugement de Midas (2010)

### Orchestre
- Concerto pour piano et orchestre (1984)
- Infrared Only (1985)
- Avant Infrarouge (1986)
- Ebullient Shadows (1987)
- Deep Flight (1988)
- Lipstick (1991)
- Hot, Red, Cold, Vibrant (1992)
- Cascade (1993)
- Plexus (1993)
- Domes (1993)
- Remembering Lycia (1996)
- Academica (1998)
- F E S T pour le New Music Ensemble and Orchestra (1998)
- Concerto pour orchestre, avec instruments turcs (ney, kemence, 2 zurnas) et voix (2002)
- Symphonie n° 1 Castles in the Air (1989)
- Symphonie n° 2 la Chute de Constantinople (1994)
- Symphonie n° 3 le Siège de Vienne (1995)
- Symphonie n° 4 Sardis (2000)
- Symphonie n° 5 Galatasaray (2005)
- Danse de la vipère, dérivée de la Symphonie n° 1 (1989 ; révisée en 1993)

### Grand ensemble
- Waves of Talya (1989)
- Hammer Music (1990)
- One Last Dance (1991)
- Sonnet #395 (1991)
- Night Passage (1992)
- Arches (1994)
- Evil Eye Deflector (1996)
- Turquoise (1996)
- Aphrodisiac (1997)
- Love under Siege(1997)
- Split (1998)
- In White, Concerto pour violon (1999)
- Flight Box (2001)
- Istathenople (2003)
- Requiem Without Words (2004)
- Strange Stone (2004)
- Turquoise/Strange Stone (2005)

### Musique de chambre
- Kaç (« Fuite »), pour saxophone alto, percussion et piano (1983)
- Köçekçe, pour violon et piano (1984) (d'après une danse folklorique de la mère noire)
- Matinees (1989)
- Fantasie of a Sudden Turtle, pour quatuor avec piano (1990)
- Tracing, pour violoncelle et piano (1994)
- Curve (1996)
- Lines (1997)
- MKG Variations, pour violoncelle seul (1998) — également en version pour guitare
- Drawings (2001)
- Road to Memphis, pour alto et clavecin (2008)
- Fortuna Sepio Nos, pour clarinette, violoncelle et piano (2013)

### Piano
- The Blue Journey (1982)
- Cross Scintillations (1986)
- My Friend Mozart (1987)
- An Unavoidable Obsession (1988)
- Kevin's Dream (1994)
- In Memoriam: 8/17/99 (1999)
- Gates (2002)
- Sheherazade Alive (2003)
- Symphony in Blue (2012)